# NGC 1788
NGC 1788 (другое обозначение — LBN 916) — отражательная туманность в созвездии Ориона. Открыта Уильямом Гершелем в 1786 году. Описание Дрейера: «яркий, довольно крупный объект круглой формы; середина более яркая и выглядит как тройная звезда 15-й величины, в 1,5 минутах дуги на позиционном угле 318° расположена звезда 10-й величины с туманностью». Несмотря на то, что это облако является изолированным, NGC 1788 является областью звездообразования: по наблюдениям звёзд массами менее 1,5 M⊙ был сделан вывод, что туманность моложе 5 миллионов лет.
Этот объект входит в число перечисленных в оригинальной редакции «Нового общего каталога».